# Кардозу, Тьягу
Тья́гу Пере́йра Кардо́зу (порт. Tiago Pereira Cardoso; 7 апреля 2006, Эш-сюр-Альзетт) — люксембургский футболист, вратарь клуба «Боруссия» (Мёнхенгладбах) и сборной Люксембурга.

## Клубная карьера
Выступал за юношеские команды «Санем» и «Фола», а летом 2022 года присоединился к академии мёнхенгладбахской «Боруссии». 19 декабря 2023 года дебютировал за резервную команду в матче Региональной лиги «Запад» против «Вупперталя». 30 сентября 2024 года подписал профессиональный контракт с клубом.
1 марта 2025 года дебютировал в основном составе «Боруссии» в матче немецкой Бундеслиги против «Хайденхайма», проведя «сухой» поединок. В возрасте 18 лет и 328 дней стал вторым самым молодым вратарем «Боруссии» в Бундеслиге после Уве Кампса (18 лет и 273 дня), побив рекорд Марк-Андре тер Стегена (18 лет и 345 дней). Кроме этого также стал самым молодым иностранным вратарем в истории Бундеслиги, побив рекорд бельгийца Куна Кастелса (20 лет и 90 дней).

## Карьера в сборной
Выступал за сборные Люксембурга до 15 и 17 лет.
9 ноября 2022 года впервые вызван в сборную Люксембурга главным тренером Люком Хольцем для участия в товарищеских матчах против сборных Венгрии и Болгарии, но участия в этих играх не принимал.
9 июня 2023 года в товарищеском матче против сборной Мальты в возрасте 17 лет дебютировал за сборную Люксембурга, выйдя на замену Ральфу Шону в перерыве игры.